# Louise Collomb-Agassis
 (mai 2025).
Motif : Où sont les sources secondaires, centrées et indépendantes qui montrent que les critères d'admissibilité sont atteints ?
- Archive Wikiwix
- Bing
- Cairn
- DuckDuckGo
- E. Universalis
- Gallica
- Google
- G. Books
- G. News
- G. Scholar
- Persée
- Qwant
- (zh) Baidu
- (ru) Yandex
- (wd) trouver des œuvres sur Wikidata

| 1. | Préciser le motif de la pose du bandeau. | Précisez le motif de la pose du bandeau en utilisant la syntaxe suivante : {{admissibilité à vérifier\|date=juillet 2025\|motif=remplacez ce texte par le motif}}                           |
| 2. | Informer les utilisateurs concernés.     | Pensez à avertir le créateur de l'article, par exemple, en insérant le code ci-dessous sur sa page de discussion : {{subst:avertissement admissibilité à vérifier\|Louise Collomb-Agassis}} |

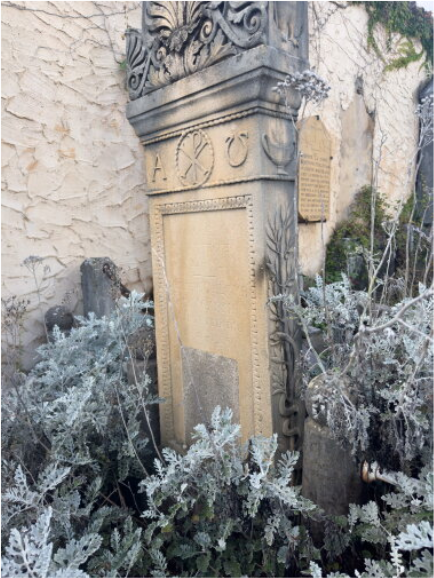
Tombe

Louise Collomb-Agassis, née Louise Abel Marie Agassis le 16 novembre 1854 à Lyon au 7 rue de la Charité et morte à Couzon-au-Mont-d'Or le 9 septembre 1925, est une femme peintre française.

## Biographie
Fille de Joseph Marie (Marius) Agassis (1811-1889),artiste peintre, et de Joséphine Octavie Annequin (1833-1909), elle épouse le 26 novembre 1878 Isaac René Félix Collomb (1842-1921), architecte. De leur union naîtra Marie Françoise Collomb (1881-1971). Elle est la nièce du peintre François Claudius Compte-Calix.
Élève d'Achille Nicolas Chaine (1814-1884), de Clothilde Alliod (1819-1887), de son oncle François Claudius Compte-Calix (1813-1880) et d'Évariste-Vital Luminais (1822-1896), elle expose régulièrement à Lyon et à Paris ainsi qu'à Montpellier entre 1878 et 1896, et obtient des critiques élogieuses dès sa première exposition. Active entre 1878 et 1896, on ne trouve à ce jour pas d'informations sur son activité d'artiste peintre après 1896. Son certificat de décès indique à sa mort : "sans profession". Sa pierre tombale indique quant à elle "Artiste peintre".

## Œuvres exposées aux salons de Paris, Lyon et Montpellier.
Elle expose à Lyon depuis 1878, puis à  Paris 1879.
On peut citer : 
- 1878 : portrait de Mlle Jane C...
- 1879 : portrait de M. F. C. X...
- 1880 : L'attente. n° 842
- 1881 : Portrait de M. C...
- 1881 : Portrait de  A. Chaine (Lyon)
- 1882 : Portrait de Mme **.
- 1882 : Gaspard André (Paris)
- 1884 : Portrait de M. G.-A... (n° 576)
- 1885 : Docteur Paillasson (Lyon)
- 1885 : Portrait de Marguerite C (Montpellier, Société artistique de l'Hérault, n° 182)
- 1886 : Portrait de M.D (Lyon)
- 1887 : Portrait de m. M (579)
- 1888 : Portriat de Mme L. (n° 621)
- 1889 : Portraitde Mme D (n° 612)
- 1890 : Portrait de M.D  (n°583)
- 1893 : Deux amis (n° 429)
- 1896 : Portrait du président F.. et Le général M. (Lyon)

Elle a obtenu à Lyon une deuxième médaille en 1890, ainsi qu'un rappel de 2ème médaille en 1892. Elle obtient également une médaille d'argent à Montpellier,,,,,,,,,,,,,